# Služební zákon
Služební zákon byl zkrácený název zákona č. 218/2002 Sb., o službě státních zaměstnanců ve správních úřadech a o odměňování těchto zaměstnanců a ostatních zaměstnanců ve správních úřadech (služební zákon). Šlo o právní předpis, který upravoval právní poměry zaměstnanců vykonávajících ve správních úřadech státní správu jako službu, kterou Česká republika poskytuje veřejnosti, organizační věci státní služby, přípravu fyzických osob na státní službu, služební vztahy státních zaměstnanců ve správních úřadech, odměňování těchto osob, nestanoví-li zvláštní právní předpis jinak, řízení ve věcech státní služby, odměňování ostatních zaměstnanců v pracovním poměru ve správních úřadech, jakož i organizační věci vztahující se k zaměstnávání těchto zaměstnanců. 
Nikdy však nenabyl účinnosti a k 6. listopadu 2014 byl zrušen novým zákonem č. 234/2014 Sb., o státní službě. Na úředníky územních samosprávných celků, tedy obcí a krajů, se vztahuje již účinný zákon č. 312/2002 Sb., o úřednících územních samosprávných celků. 

## Legislativní vývoj
Ústava se zákonem tohoto typu počítá v čl. 79 odst. 2 už od roku 1993, schválen a ve Sbírce zákonů vyšel až v souvislosti se vstupem České republiky do Evropské unie v roce 2002 a jeho účinnost měla původně nastat dne 1. ledna 2004. Několikrát byla nicméně odložena, naposledy na 1. ledna 2015. Vláda v roce 2013 dokonce navrhla, aby byl ještě před vstoupením v účinnost zrušen a nahrazen novým zákonem o státních úřednících, který připravovalo Ministerstvo vnitra. Kvůli velkému množství nevypořádatelných připomínek byl návrh stažen.
Dne 21. ledna 2014 nově vzniklá koalice ČSSD, ANO a KDU-ČSL slíbila, že pošle návrh novely služebního zákona do sněmovny. Byla to podmínka, na které trval prezident Miloš Zeman, aby jmenoval vládu Bohuslava Sobotky. Zároveň tvořil služební zákon naplnění tzv. ex-ante kondicionality č. 11 („efektivizace a depolitizace veřejné správy“) uložené Česku ze strany EK. Jejím naplněním bylo podmíněno čerpání Evropských strukturálních a investičních fondů v následujícím programovém období (2015–2020) ve výši až 700 miliard korun. Po tříměsíčním politicko-odborném vyjednávání byl 29. května 2014 komplexní pozměňovací návrh novely služebního zákona, připravený při Úřadu vlády, zaslán do sněmovny. Jeho projednávání bylo plánováno na mimořádnou schůzi v červenci 2014. Jeho následná implementace se měla řídit harmonogramem schváleným vládou (usnesení vlády č. 325/2014).
Situace ohledně služebního zákona však nakonec dospěla k řešení, že bude přijat zcela nový zákon. Ten byl i přes veto prezidenta republiky 1. října 2014 přijat a byl publikován jako zákon o státní službě (č. 234/2014 Sb.).

## Historie právní úpravy služebního poměru
Služební poměr státních zaměstnanců upravovaly dříve (a zčásti dosud upravují) zejména tyto předpisy:
- Zákon č. 15/1914 ř.z., o služebním poměru státních úředníků a státních sluhů (služební pragmatika)
- Dekret presidenta republiky č. 105/1945 Sb. z. a n., o očistných komisích pro přezkoumání činnosti veřejných zaměstnanců
- Zákon č. 66/1950 Sb., o pracovních a platových poměrech státních zaměstnanců
- Zákon č. 65/1965 Sb., zákoník práce
- Zákon č. 451/1991 Sb., kterým se stanoví některé další předpoklady pro výkon některých funkcí ve státních orgánech a organizacích České a Slovenské Federativní Republiky, České republiky a Slovenské republiky (velký lustrační zákon)